# Non, non, plus de combats
Non, non, plus de combats est une chanson anonyme écrite dans les tranchées, par un ou plusieurs soldats français,  lors des mutineries de 1917 pendant la Première Guerre mondiale.

## Éléments historiques
Elle se chante sur l'air de Gloire au 17e, chanson antimilitariste de Montéhus sur le régiment d'infanterie qui refusa de tirer sur la foule lors de la révolte des vignerons de 1907.

## Interprétations
La chanson a été interprétée par le groupe polyphonique le Corou de Berra.
L'harmonisation et l'arrangement est de Michel Bianco, qui dirige le Corou de Berra depuis sa création. La chanson a été communiquée par Clément de Toumé et André Guigo, de Belvedere (Alpes-Maritimes).

## Paroles de la chanson
« Mais voilà qu'on nous parle de guerre

Sous le joug venu du genre humain

Va falloir gagner nos frontières

Et risquer la misère et la faim.

Iras-tu, selon le sort des astres

Risquer ta peau ou tuer ton prochain ?

Refrain :

Non, non, plus de combats !

La guerre est une boucherie.

Ici, comme là-bas

Les hommes n'ont qu'une patrie

Non, non, plus de combats !

La guerre fait trop de misères

Aimons-nous, peuples d'ici-bas,

Ne nous tuons plus entre frères !

Ouvrier travaillant à l'usine,

Toi qui vis tranquille dans ton foyer

Pour combattre les races voisines

Va falloir quitter ton atelier.

Iras-tu, selon le sort des astres

Risquer ta peau ou tuer ton prochain ?

Les canons, les fusils, les baïonnettes,

Ce ne sont pas des outils d'ouvrier,

Ils en ont, mais ceux-là sont honnêtes

Et de plus ne sont pas meurtrier.

L'acier d'un couteau de charrue

Vaut mieux que celui d'un Lebel,

L'un produit tandis que l'autre tue,

L'un est utile et l'autre criminel. »